# Koules
Koules (řecky: Κουλές) je pevnost na ostrově Kréta v Řecku. Byla vystavěna Benátčany na obranu Starého přístavu v Iraklionu. Za dob okupace Benátčanů byla pevnost známa jako „Rocca al Mare“. První zmínka o ní pochází ze 14. století, první vyobrazení pak z roku 1429.